# Morti nel 1974/Novembre
| Questa pagina contiene informazioni ricavate automaticamente dalle voci biografiche con l'ausilio del template Bio e di un bot. L'aggiornamento è periodico e automatico e ricostruisce completamente la pagina. Se manca una persona in questa lista, sei pregato di non aggiungerla, ma accertati piuttosto che la sua voce biografica contenga il template Bio e che i dati anagrafici siano correttamente compilati. Se il template Bio manca, inseriscilo tu stesso o, in alternativa, metti l'avviso {{tmp\|Bio}} che ne segnala la mancanza. Se i dati riportati sono sbagliati, correggi direttamente la voce biografica; le modifiche saranno visibili in questa lista entro pochi giorni. Per chiarimenti vedi il progetto biografie. La lista contiene solo le 94 persone che sono citate nell'enciclopedia e per le quali è stato implementato correttamente il template Bio. Pagina aggiornata al 3 mar 2024. |

- 1º novembre - Felice Bonomini, vescovo cattolico italiano (n. 1895)
- 1º novembre - Red Wing, attrice statunitense (n. 1873)
- 2 novembre - Richard Kroner, filosofo tedesco (n. 1884)
- 2 novembre - Kurt Leucht, lottatore tedesco (n. 1903)
- 3 novembre - Luigi Salvatorelli, storico e giornalista italiano (n. 1886)
- 4 novembre - Zeffiro Furiassi, calciatore e allenatore di calcio italiano (n. 1923)
- 4 novembre - Tivadar Kanizsa, pallanuotista ungherese (n. 1933)
- 4 novembre - Bert Patenaude, calciatore statunitense (n. 1909)
- 5 novembre - Stafford Repp, attore statunitense (n. 1918)
- 5 novembre - Francesco Sensidoni, ingegnere italiano (n. 1901)
- 5 novembre - Konstantin Shayne, attore russo (n. 1888)
- 6 novembre - Franco Antonicelli, saggista, poeta e antifascista italiano (n. 1902)
- 6 novembre - Savino Bellini, calciatore e allenatore di calcio italiano (n. 1913)
- 6 novembre - Henrique Golland Trindade, arcivescovo cattolico brasiliano (n. 1897)
- 7 novembre - Rodolfo Acosta, attore messicano (n. 1920)
- 7 novembre - Eric Robert Russell Linklater, scrittore britannico (n. 1899)
- 7 novembre - Karl Schöchlin, canottiere svizzero (n. 1894)
- 7 novembre - Helene Thimig, attrice austriaca (n. 1889)
- 8 novembre - Valentino Degani, allenatore di calcio e calciatore italiano (n. 1905)
- 8 novembre - Ivory Joe Hunter, cantante, compositore e pianista statunitense (n. 1914)
- 9 novembre - Maturino Blanchet, vescovo cattolico italiano (n. 1892)
- 9 novembre - Richard McCoy, criminale e militare statunitense (n. 1942)
- 9 novembre - Paul Tabori, giornalista, romanziere e parapsicologo ungherese (n. 1908)
- 9 novembre - Egon Wellesz, musicologo, compositore e insegnante austriaco (n. 1885)
- 10 novembre - Wolfgang Schadewaldt, filologo classico, traduttore e critico letterario tedesco (n. 1900)
- 11 novembre - Umberto Malchiodi, arcivescovo cattolico italiano (n. 1889)
- 11 novembre - Eberardo Pavesi, ciclista su strada e dirigente sportivo italiano (n. 1883)
- 11 novembre - Benito Perojo, regista e produttore cinematografico spagnolo (n. 1894)
- 12 novembre - Urbano Federighi, matematico italiano (n. 1897)
- 12 novembre - Guido Piovene, scrittore e giornalista italiano (n. 1907)
- 12 novembre - Sergej Pavlovič Urusevskij, direttore della fotografia e regista sovietico (n. 1908)
- 13 novembre - Walter Blume, militare tedesco (n. 1906)
- 13 novembre - Vittorio De Sica, attore, regista e sceneggiatore italiano (n. 1901)
- 13 novembre - Camillo Mercalli, generale italiano (n. 1882)
- 13 novembre - Massimo Piacentini, ingegnere e urbanista italiano (n. 1898)
- 14 novembre - Pietro Frosini, ingegnere italiano (n. 1896)
- 14 novembre - Attilio Armando Lombardi, militare italiano (n. 1954)
- 14 novembre - Johnny Mack Brown, attore statunitense (n. 1904)
- 14 novembre - Hans Laurids Sørensen, ginnasta danese (n. 1901)
- 15 novembre - Aud Egede-Nissen, attrice, produttrice cinematografica e regista teatrale norvegese (n. 1893)
- 15 novembre - Marcel Lefrancq, fotografo belga (n. 1916)
- 15 novembre - James W. Morrison, attore statunitense (n. 1888)
- 15 novembre - Roberto Ugo di Borbone-Parma, nobile austriaco (n. 1909)
- 16 novembre - Walther Meissner, fisico tedesco (n. 1882)
- 17 novembre - Clive Brook, attore britannico (n. 1887)
- 17 novembre - Erskine H. Childers, politico irlandese (n. 1905)
- 17 novembre - Pietro Pascoli, politico e giornalista italiano (n. 1896)
- 18 novembre - Avenir Aleksandrovič Jakovkin, astronomo russo (n. 1887)
- 18 novembre - Gösta Lilliehöök, pentatleta svedese (n. 1884)
- 18 novembre - Hans Moser, cavallerizzo svizzero (n. 1901)
- 18 novembre - Luigi Musajo, chimico italiano (n. 1904)
- 19 novembre - George Brunies, musicista e trombonista statunitense (n. 1902)
- 19 novembre - Louise Fitzhugh, scrittrice e illustratrice statunitense (n. 1928)
- 19 novembre - Alessandro Momo, attore italiano (n. 1956)
- 20 novembre - Antonio Curina, politico e partigiano italiano (n. 1898)
- 20 novembre - Massimo Ferretti, poeta, scrittore e giornalista italiano (n. 1935)
- 21 novembre - William Andrewes, ammiraglio inglese (n. 1899)
- 21 novembre - Frank Martin, compositore svizzero (n. 1890)
- 21 novembre - Francisc Spielmann, calciatore ungherese (n. 1907)
- 22 novembre - Ralph Capone, mafioso italiano (n. 1894)
- 22 novembre - Charles Norelius, nuotatore svedese (n. 1882)
- 22 novembre - Carlo Olmini, politico italiano (n. 1921)
- 22 novembre - Piero Sadun, pittore italiano (n. 1919)
- 23 novembre - Aman Mikael Andom, politico e generale etiope (n. 1924)
- 23 novembre - Ettore Desderi, compositore italiano (n. 1892)
- 23 novembre - Aklilu Habte-Wold, politico etiope (n. 1912)
- 23 novembre - Emy Machnow, nuotatrice svedese (n. 1897)
- 23 novembre - Endelkachew Makonnen, politico etiope (n. 1927)
- 23 novembre - Cornelius Ryan, giornalista, scrittore e storico irlandese (n. 1920)
- 24 novembre - Giorgio Bacchi, politico italiano (n. 1913)
- 24 novembre - Johann W. Fück, arabista e islamista tedesco (n. 1894)
- 24 novembre - Mirdza Kalnins Capanna, danzatrice e insegnante lettone (n. 1912)
- 24 novembre - Robert Charles Zaehner, storico delle religioni e orientalista inglese (n. 1913)
- 25 novembre - Nick Drake, cantautore e chitarrista inglese (n. 1948)
- 25 novembre - Rosemary Lane, attrice e cantante statunitense (n. 1913)
- 25 novembre - Raymond Legrand, compositore e direttore d'orchestra francese (n. 1908)
- 25 novembre - U Thant, diplomatico birmano (n. 1909)
- 26 novembre - Cyril Connolly, critico letterario e scrittore britannico (n. 1903)
- 26 novembre - John Layard, antropologo e psicologo britannico (n. 1891)
- 26 novembre - Sven Malm, velocista svedese (n. 1894)
- 26 novembre - Hubert Stevens, bobbista statunitense (n. 1890)
- 27 novembre - Vincenzo Costa, politico e militare italiano (n. 1900)
- 28 novembre - Konstantin Stepanovič Mel'nikov, architetto e pittore russo (n. 1890)
- 29 novembre - Ouida Bergère, scrittrice e sceneggiatrice statunitense (n. 1886)
- 29 novembre - Arnaldo Bocelli, critico letterario, giornalista e italianista italiano (n. 1900)
- 29 novembre - James J. Braddock, pugile statunitense (n. 1905)
- 29 novembre - Gino Levi-Montalcini, architetto e disegnatore italiano (n. 1902)
- 29 novembre - Dušan Marković, calciatore jugoslavo (n. 1906)
- 29 novembre - Mario Missiroli, giornalista, politologo e saggista italiano (n. 1886)
- 29 novembre - Peng Dehuai, politico e generale cinese (n. 1898)
- 29 novembre - Ferdinand Swatosch, allenatore di calcio e calciatore austriaco (n. 1894)
- 30 novembre - Paolo Angelino, politico italiano (n. 1900)
- 30 novembre - Benkt Norelius, ginnasta svedese (n. 1886)
- 30 novembre - Ellis Le Geyt Troughton, zoologo australiano (n. 1893)